# 파르틸레시

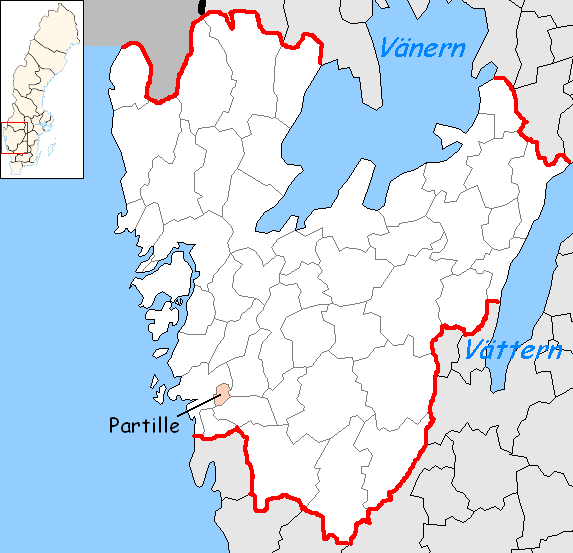
파르틸레 시의 위치

파르틸레시(스웨덴어: Partille kommun)는 스웨덴 베스트라예탈란드주에 위치한 지방 자치체로 행정 중심지는 파르틸레이며 면적은 58.98 km2, 인구는 37,316명(2016년 12월 31일 기준), 인구 밀도는 630명/km2이다.

시 문장